# Horatio Nelson

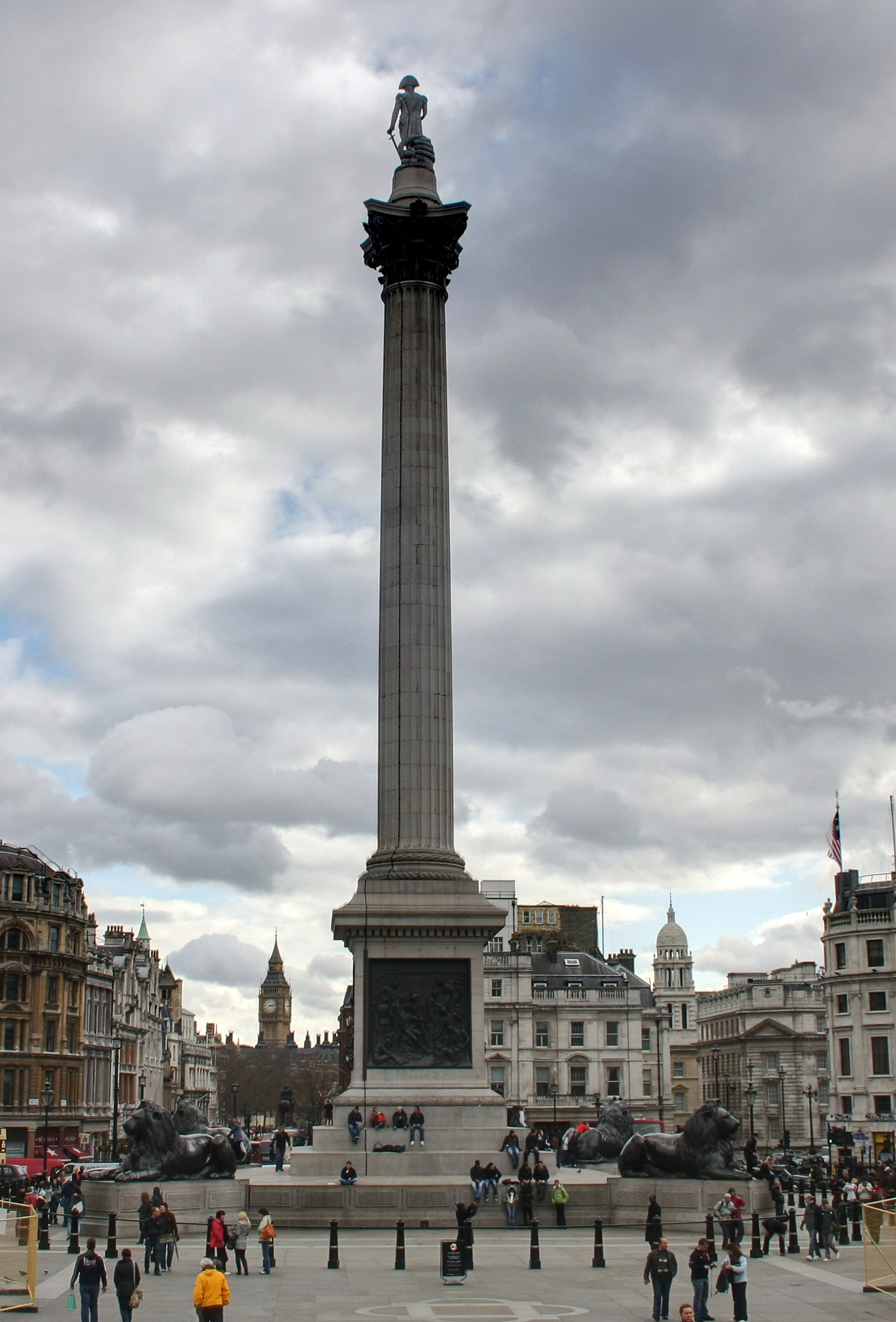
Nelsonkolonnen på Trafalgar Square

Horatio Nelson, 1:e viscount Nelson, 1:e hertig av Bronté, född 29 september 1758 i Burnham Thorpe, Norfolk, död 21 oktober 1805 ombord på HMS Victory vid Kap Trafalgar utanför Spaniens kust, var en brittisk sjömilitär, viceamiral 1801. Han räknas som en av Storbritanniens största nationalhjältar, och kallas ofta lord Nelson.

## Biografi

### Tidiga år
Horatio Nelsons far var kyrkoherde och hans mor dog då han bara var nio år. Redan som tolvåring, år 1770, gick han med i flottan med stöd av sin morbror, och tjänstgjorde på såväl örlogsfartyg som handelsfartyg. 1777 kom han till Västindien, där han året därpå, som 20-åring, avancerade till kapten på fregatten "Hichinbrook". Under en expedition till Nicaragua drabbades han av feber och skickades hem till England. Då han tillfrisknat 1781 var han bland annat chef på fregatten "Albemarle" i Öresund innan han 1783 åkte till Frankrike för språkstudier; det sägs att han då fattade en motvilja mot allt franskt.
1784–1787 tjänstegjorde han ånyo i Västindien, och där gifte han sig 11 mars 1787 med doktorsänkan Fanny Nesbit.

### Napoleonkrigen
Nelson var i aktiv tjänst i Medelhavet åren 1793–1800. Han tillbringade nästan ett helt år i Neapel, där han hjälpte till att slå ned ett uppror, och det var där som han 1793 för första gången träffade Emma Hamilton, som var gift med det brittiska sändebudet i Neapel.
Under första koalitionskriget mot Frankrike förlorade han synen på höger öga 1794 under belägringen av Bastia på Korsika. 
14 februari 1797 tillintetgjorde den brittiska flottan under amiral John Jervis en spansk-fransk flotta utanför Kap S:t Vincent i Portugal. Största förtjänsten av segern hade den djärve linjeskeppskaptenen Nelson. Han blev nationalhjälte och utnämndes till konteramiral.
I juli samma år sändes han med linjeskepp och fregatter för att anfalla Teneriffa. Där blev han under en nattlig expedition så svårt sårad i höger armbåge att man tvingades amputera armen. 
1798 överrumplade denne enögde och enarmade man den franska flottan när den låg för ankar vid Abukir, öster om Alexandria i Egypten, och krossade den nästan fullständigt i Slaget vid Nilen. Han återvände sedan till Neapel och inledde den berömda kärleksaffären med Emma Hamilton, vilken resulterade i dottern Horatia Nelson (född 1801, död 1881). 
År 1800 återvände han till England. Samtidigt separerade han från sin hustru.
1801 blev han viceamiral och skickades till Östersjön. Han hade fått i uppdrag av Storbritanniens nytillträdde premiärminister Henry Addington att förhindra det neutrala Danmark att överlämna sin flotta åt Napoleons Frankrike. Ett grundlöst antagande, men inte desto mindre inleddes slaget vid Köpenhamn 2 april 1801. Stora delar av danska flottan förstördes, men slaget kostade britterna mer än de väntat. Nästa mål för Nelson var den svenska flottans Östersjöbas i Karlskrona, men detta anfall fick avbrytas när nyheten om mordet på den allierade ryske tsaren Paul I. Istället förhandlade premiärminister Addington (som både föregåtts och efterträddes av Napoleonhataren William Pitt d.y.) fram den enda perioden av fred mellan Storbritannien och Frankrike under Napoleontiden. Denna fred blev dock kortvarig. 
Då han kom tillbaka till hemlandet utnämndes han till viscount och fick befälet över Medelhavet. Han höll staden Toulon under blockad i nästan två år. När Nelsons motståndare, den franske amiralen Pierre-Charles de Villeneuve, bröt sig ut 30 mars 1805 fick Nelson underrättelse om att han seglat genom Gibraltarsundet. Han misstänkte att Villeneuve seglade mot Västindien med syfte att lägga under sig de brittiska besittningarna där. Han jagade de Villeneuve fram och tillbaka över Atlanten.

### Den sista och största triumfen

Amiral Nelsons berömda flaggsignal, skriven med Pophams "Telegraphic Signals of Marine Vocabulary".

Den 21 oktober 1805 ägde ett våldsamt sjöslag rum utanför Kap Trafalgar, mellan Cadiz och Gibraltar, känt som slaget vid Trafalgar. Då stridssignalen gick hissade Nelson den berömda signalen: "England expects that every man will do his duty" ('England förväntar sig att var man gör sin plikt'). 
Nelson utplånade så gott som totalt de förenade spansk-franska flottorna under Pierre de Villeneuve. Nelson blev dock dödligt sårad och stupade på sitt fartyg "Victory". Då han låg för döden och fick veta att 18 fientliga skepp gett upp striden, yttrade han sina sista ord: "Thank God! I have done my duty."
Denna seger kom att tillintetgöra Napoleon I:s invasionsplaner och gav Storbritannien herraväldet på haven under hela 1800-talet.

## Eftermäle
Nelson fick nån gång efter slaget vid Nilen en makaber gåva av en kapten Hallowell från det brittiska fartyget Swiftsure. Det var en likkista gjord av virke från stormasten på det franska fartyget L'Orient som exploderade under slaget. Nelson placerades I den kistan och begravdes I St. Pauls katedral den 9 januari 1806.
Horatio Nelson räknas som nationalhjälte och som en av de största gestalterna i brittisk krigshistoria. Han står staty på en hög pelare på Trafalgar Square i London. Han är begravd i St Pauls-katedralen i London. Staden Nelson i Nya Zeeland har uppkallats efter honom.